# 訃報 1974年3月
訃報 1974年3月（ふほう 1974ねん3がつ）では、1974年（昭和49年）3月中に物故した、又は物故が報じられた人物についてまとめる。

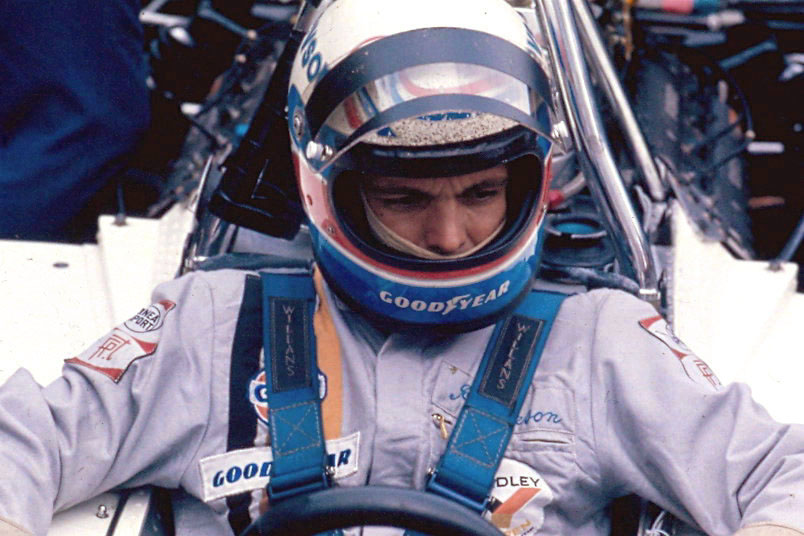
ピーター・レブソン/ 3月22日没

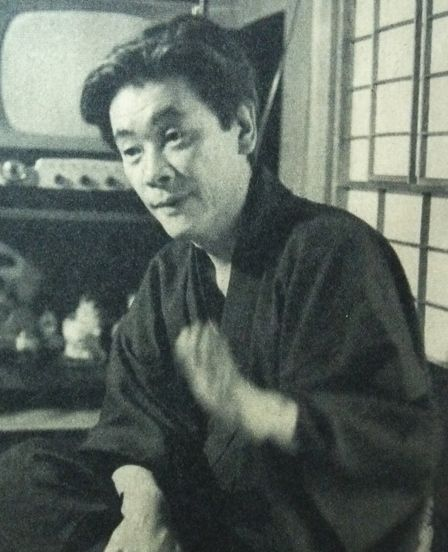
清水崑 / 3月27日没

## （1日 - 15日）
- 3月1日 - ラリー・ドイル、メジャーリーガー（* 1886年）
- 3月1日 - 仲吉良光、ジャーナリスト・政治家（* 1887年）
- 3月1日 - 岩淵大殿、宗教哲学者・歯科医師（* 1889年）
- 3月1日 - 長野高一、実業家・政治家（* 1893年）
- 3月1日 - 田中耕太郎、法学者、文部大臣、最高裁判所長官、国際司法裁判所判事（* 1890年）
- 3月2日 - 守屋富次郎、航空技術者（* 1898年）
- 3月3日 - 嶋崎昌、歴史学者（* 1914年）
- 3月4日 - 小泉梧郎、内務・警察官僚・実業家（* 1895年）
- 3月6日 - 村松祐次、中国社会経済史（* 1911年）
- 3月7日 - 小林浅三郎、陸軍軍人（* 1891年）
- 3月8日 - 関未代策、経済学者（* 1895年）
- 3月8日 - 香月泰男、画家（* 1911年）
- 3月9日 - エール・サザランド、生理学者（* 1915年）
- 3月13日 - 大迫通貞、陸軍軍人（* 1890年）
- 3月13日 - 河村重治郎、英語学者（* 1887年）
- 3月15日 - 耳野卯三郎、洋画家（* 1891年）

## （16日 - 31日）
- 3月17日 - ルイス・I・カーン、建築家（* 1901年）
- 3月19日 - アン・クライン、ファッションデザイナー（* 1923年）
- 3月19日 - 西田正雄、海軍軍人（* 1895年）
- 3月19日 - 藤山ハル、アイヌ語・アイヌ文化伝承者（* 1900年）
- 3月21日 - 大橋國一、バリトン歌手（* 1931年）
- 3月22日 - ピーター・レブソン、F1ドライバー（* 1939年）
- 3月22日 - 福田平八郎、日本画家（* 1892年）
- 3月23日 - 浜田幸雄、政治家（* 1898年）
- 3月24日 - 吉田五十八、建築家（* 1894年）
- 3月27日 - 王明、中華人民共和国の政治家（* 1904年）
- 3月27日 - 林柳波、童謡作詞家・詩人（* 1892年）
- 3月27日 - 柴田文次、実業家（* 1901年）
- 3月27日 - 松本学、内務官僚（* 1887年）
- 3月27日 - 清水崑、漫画家（* 1912年）
- 3月27日 - 林柳波、詩人（* 1892年）
- 3月28日 - 石川次夫、労働運動家・政治家（* 1915年）
- 3月30日 - 橘孝三郎、政治運動家・国家主義者（* 1893年）
- 3月31日 - ビクトル・ボワン、水泳選手（* 1886年）
- 3月31日 - 深尾須磨子、詩人・作家（* 1888年）